# Rio Tibre
O Tibre (em italiano: Tevere; em latim: Tiberis) é um rio no território italiano, com nascente na Emília-Romanha. Atravessa a Toscana (Sansepolcro), a Úmbria (Città di Castello), depois o Lácio (Orte e Roma) e deságua no mar Tirreno.
É o terceiro rio mais longo da Itália, depois do Pó e do Ádige. Nas margens do Tibre, em Roma, encontra-se o Castelo de Santo Ângelo.

## Etimologia
O nome atual do rio Tibre deve-se tradicionalmente ao rei latino Tiberino Sílvio. Antes tinha dois nomes: Álbula e Rumon. Albula era o nome latino e Rumon etrusco; estes dois povos viviam em margens opostas.
Muitos estudiosos acreditam que o nome de Tiberino derivou do nome do rio, em vez do contrário. Julga-se que a mesma raiz é  a origem do prenome latino Tibério, e do seu cognato etrusco, Thefarie. Nota-se que Tiberinus parece derivar de Tiberius, que pode ter sido a forma original do nome. O filólogo George Davis Chase acreditava que a mesma raiz pode ser encontrada nos nomes da cidade de Tibur (atual Tivoli), na cidade Úmbria de Tifernum, e no rio Samnita Tifernus.

## O Tibre na história
Desde a fundação de Roma, o Tibre foi a alma da cidade, e o fato que a cidade lhe deva a própria existência é descrito já na primeira cena da lenda da fundação, com Rômulo e Remo na cesta sob a Figueira Ruminal.
Todas as colônias pré-romanas que convergiram à Roma histórica estavam nas proximidades do Tibre, mas ao alto e não nas margens, pela evidente razão de defesa e porque o Tibre sempre foi um rio sujeito a cheias imprevistas.

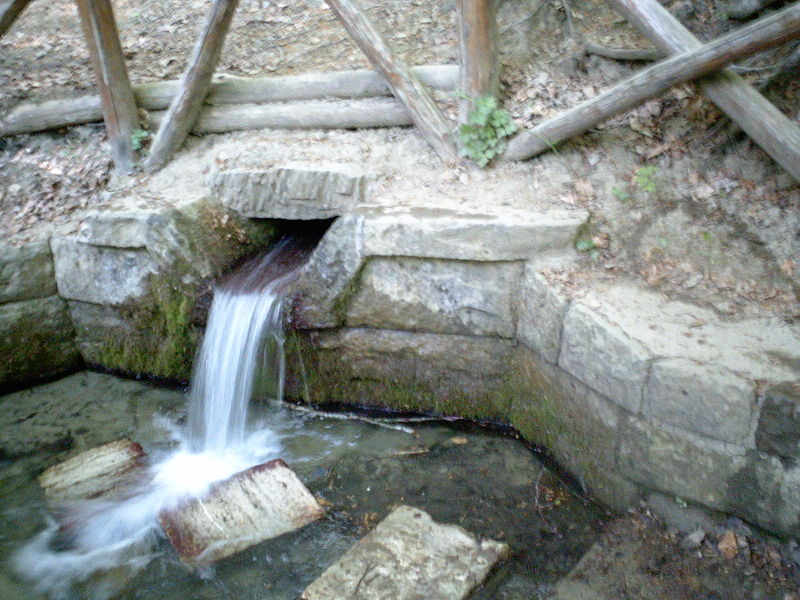
Nascente do Tibre, no monte Fumaiolo

O ponto no qual a planície de aluvião era defendida com segurança era a Ilha Tiberina, ao lado da qual (na zona que seria depois estabelecido o Fórum Romano) se localizou na origem o ponto de escambo entre a população etrusca que dominava a margem direita (chamada depois Ripa Veientana) e as vilas latinas sobre a margem esquerda (a Ripa Graeca).
A ilha era, portanto, o ponto de onde as naves antigas, de baixo calado, podiam sair diretamente ao mar.
Pouco acima da ilha foi construída (em madeira, e assim permaneceu por vários séculos) a primeira ponte de Roma, a Ponte Sublícia (em latim Pons Sublicius). Para as populações antigas eram muito importantes esta ponte e sua manutenção, que em relação a ela nasceu o mais antigo e poderoso sacerdócio romano: o pontífice máximo (pontifex maximus).
O próprio rio era considerado uma divindade, personificada no Pater Tiberinus: a sua festa anual (a Tiberinalia) era celebrada em 8 de dezembro, aniversário da fundação do templo do deus sobre a ilha Tiberina e era um rito de purificação. O Tibre foi retratado em muitas aquarelas do pintor Ettore Roesler Franz.

## Navegabilidade
O rio foi utilizado por muitos séculos como via de comunicação: na época romana a navegação mercantil podia chegar diretamente até Roma, ao empório que era situado ao pé do monte Aventino, enquanto barcos menores e adaptados à navegação fluvial transportavam mercadorias e produtos agrícolas da Úmbria, através de um sistema navegável capilar que penetrava na região também através dos afluentes, em particular Chiascio e Topino.
O desenvolvimento do transporte rodoviário e ferroviário, assim como o progressivo assoreamento do baixo curso do rio, impediu completamente esta utilização (que durou até a metade do século XIX), e agora a navegação fluvial se limita a fins esportivos e turísticos, com batelas que desde fins dos anos 90 percorrem trechos do curso romano do rio.
Devido à represa construída na altura da ilha Tiberina para regular e harmonizar o fluxo do rio, a navegação no rio foi dividida em dois trechos, uma a montante, da ilha à Ponte Risorgimento, outra a jusante, da Ponte Marconi a Óstia Antiga.
Quando se reflete sobre o uso do Tibre, deve-se ter em conta que atualmente são 36 os órgãos públicos que detém direitos de intervenção no rio: o número torna evidente, por si, as dificuldades que existem para viabilizar qualquer novo projeto de uso ou de intervenção.

## Imagens

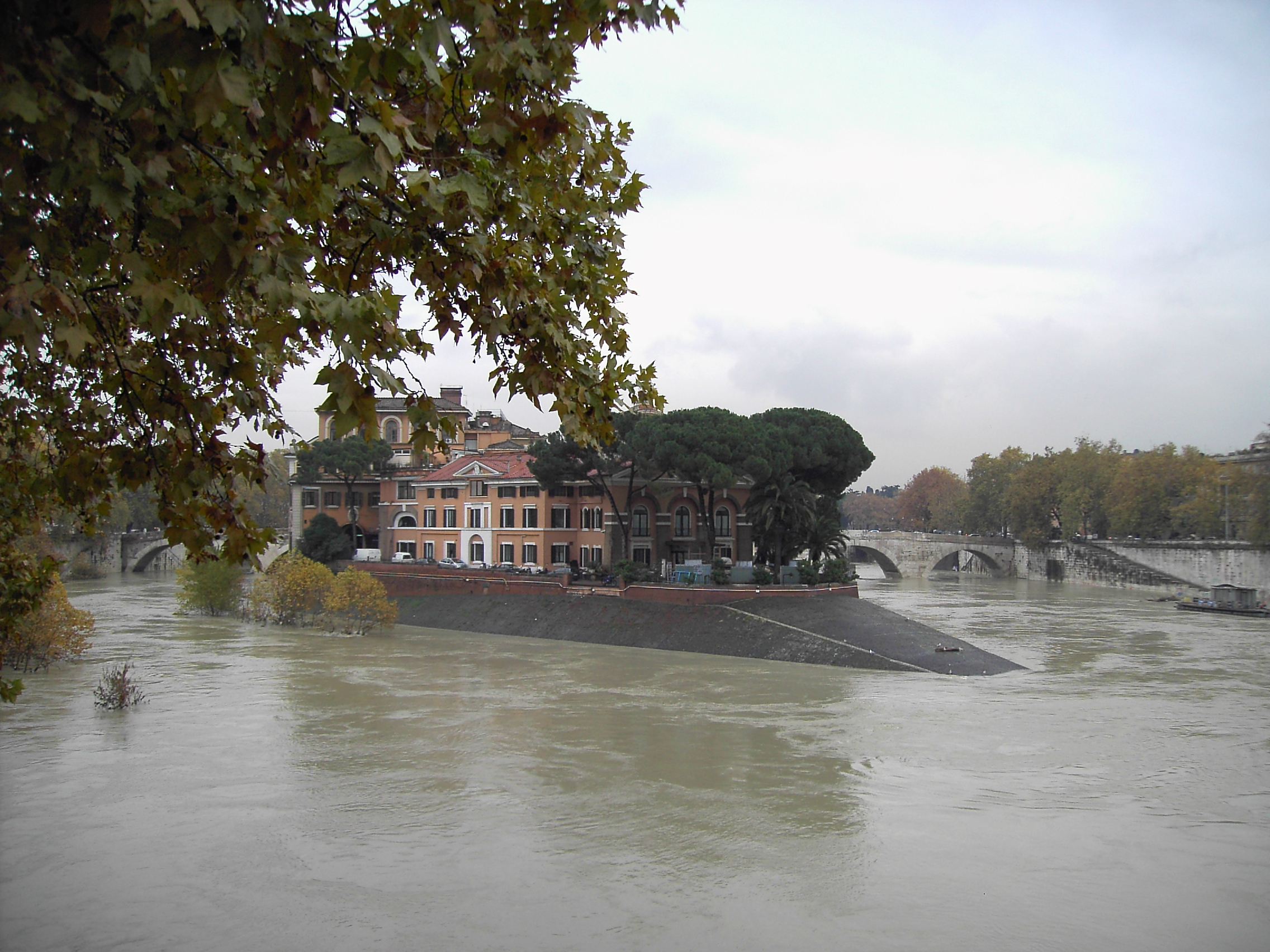
O Tibre em uma cheia.
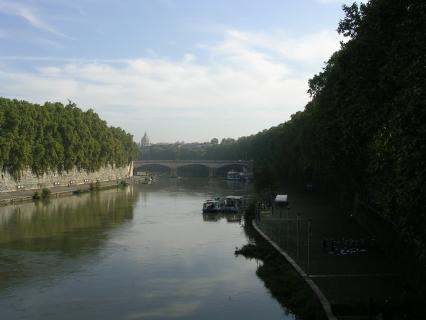
O rio.
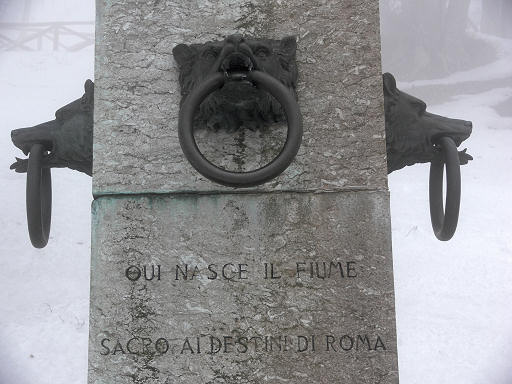
Marco na nascente do Tibre
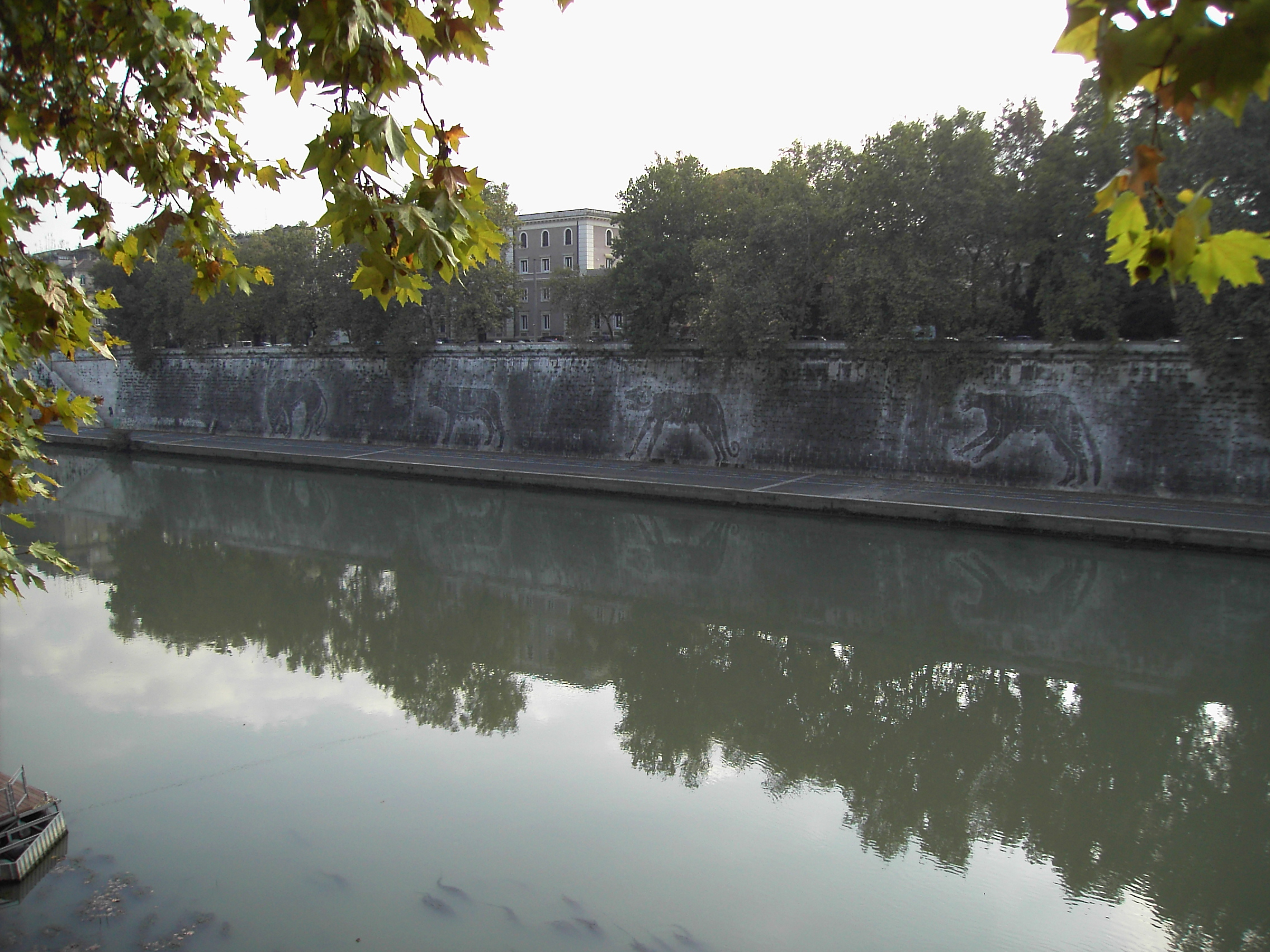
Lobas nas muralhas
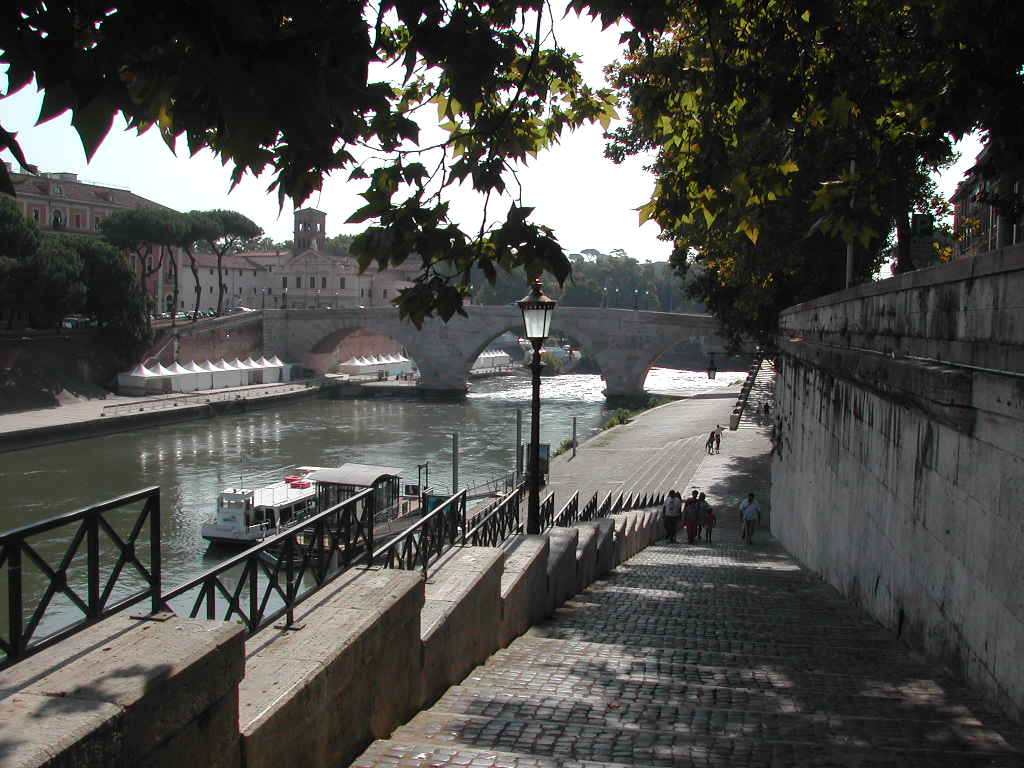
Embarque turístico na Ponte Garibaldi, em frente à Ilha Tiberina
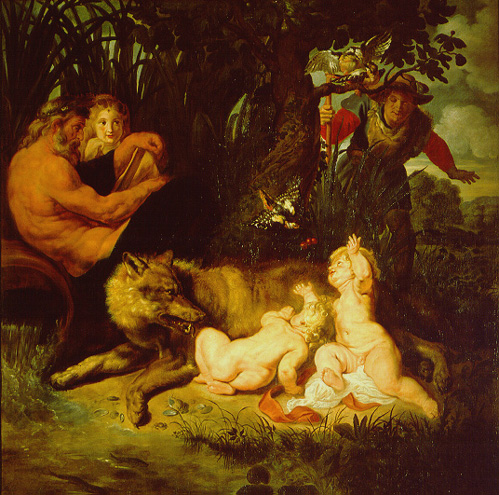
Rômulo e Remo, a loba, o Tibre, Reia Sílvia, a figueira e Fausto por Rubens ( 1616)
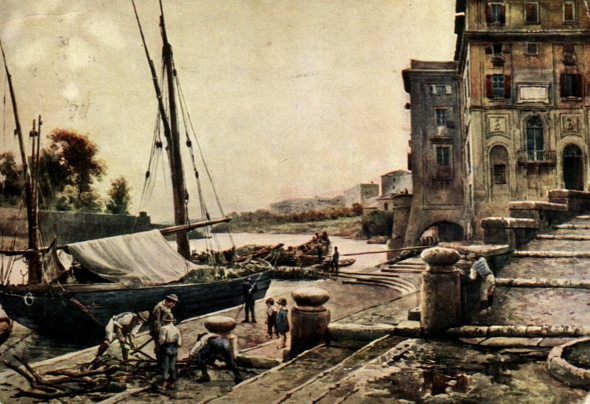
O Porto di Ripetta, por Ettore Roesler Franz (1880)
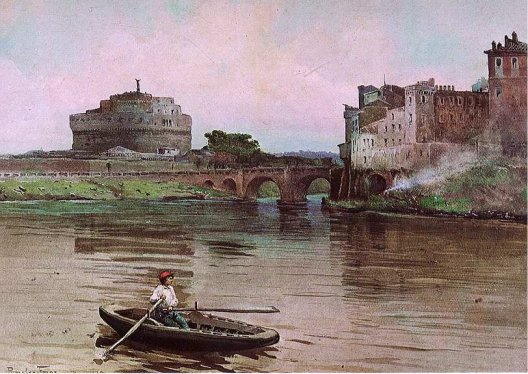
Tibre no Castelo de Santo Ângelo
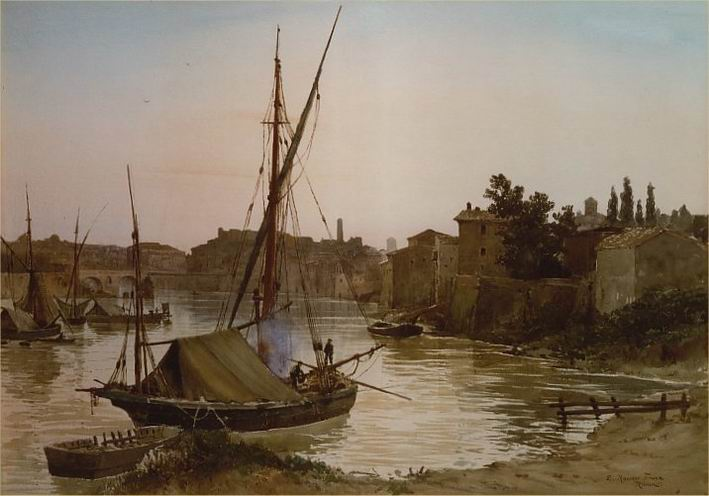
O Porto di Ripa Grande
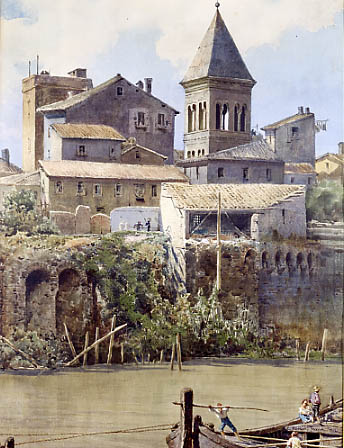
Tibre em San Crisogono
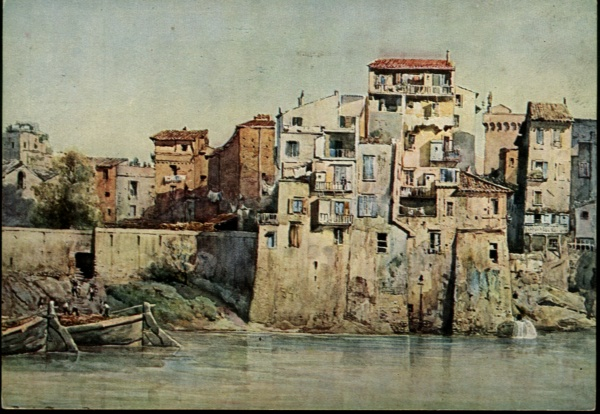
Tibre em Monte Brianzo
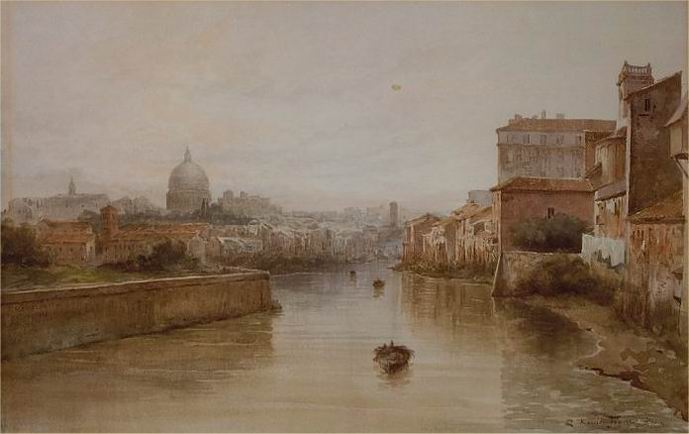
Tibre na Ponte Sisto
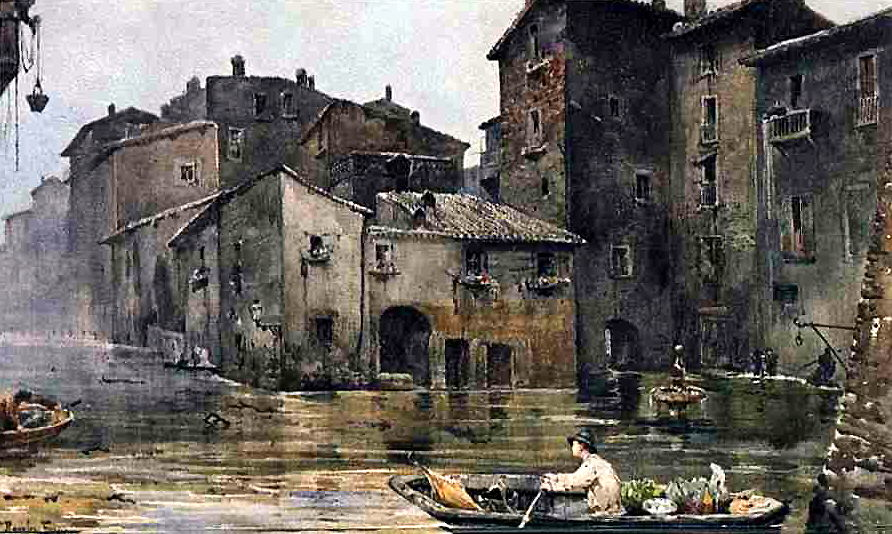
Via della Fiumara alagada, no Gueto
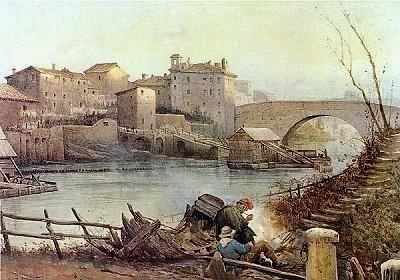
A ilha Tiberina e a Ponte Céstio
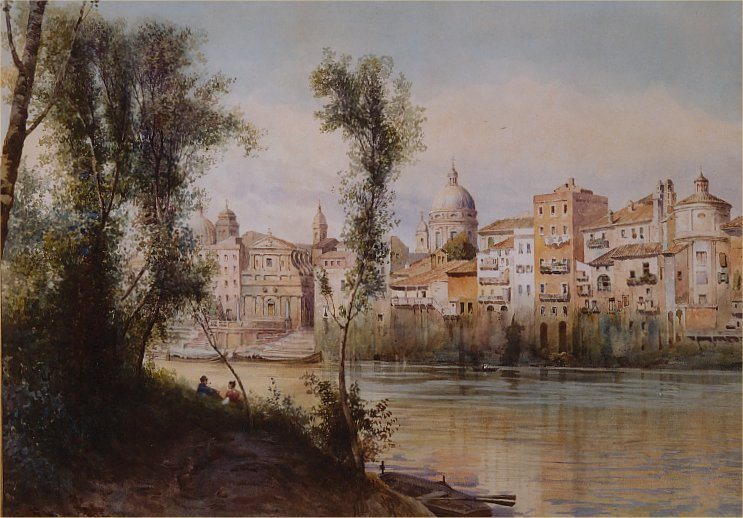
O porto de Ripetta e Monte Brianzo
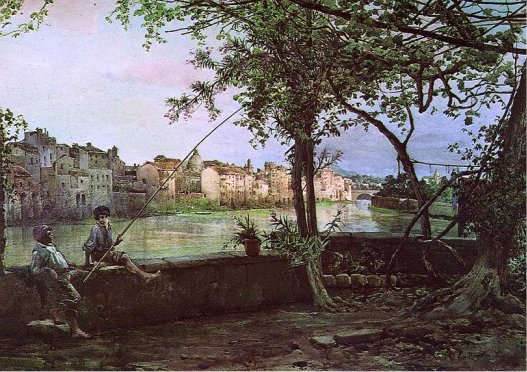
Dos jardins da Vila Farnesina